# أواشي
أواشي (بالإنجليزية: Aoashi)‏ هي سلسلة مانغا يابانية تنشر في مجلة بيغ كوميك سبيرايتس منذ يناير 2015، في 2020 فازت المانغا بجائزة شوغاكوكان في الفئة العامة 
```
ومن المقرر عمل مسلسل 
أنمي
 من إنتاج 
برودكشن آي جي
 سيعرض في أبريل 2022.
[
6
]
[
7
]
```